# Génesis Castillo
Génesis Castillo Ortiz (7 marzo 1994) è una pallavolista portoricana, centrale delle Changas de Naranjito.

## Caratteristiche tecniche
Muove i primi passi nel ruolo di opposto, ma durante la sua carriera universitaria inizia a giocare come schiacciatrice schiacciatrice; una volta approdata nella pallavolo professionistica si disimpegna invece come centrale.

## Carriera

### Club
La carriera di Génesis Castillo inizia nei tornei scolastici portoricani, giocando per la ES Francisco Oller. In seguito è di scena nei tornei universitari statunitensi, giocando in NJCAA Division I con il Polk State, tra il 2013 e il 2014, disimpegnandosi nel ruolo di opposto; e poi in NCAA Division II con la Barry, dove riveste il ruolo di schiacciatrice tra il 2016 e il 2017. 
Approda nella pallavolo professionistica quando rientra in patria, dove disputa la Liga de Voleibol Superior Femenino 2020 con le Pinkin de Corozal, giocando nel nuovo ruolo di centrale: nella stagione 2022 si aggiudica lo scudetto, bissato nel 2023.
Dopo aver trascorso cinque annate con la franchigia di Corozal, nella Liga de Voleibol Superior Femenino 2025 approda alle Changas de Naranjito.

### Nazionale
Nel 2021 fa il suo debutto in nazionale in occasione della NORCECA Final Six.

## Palmarès

### Club
- Campionato portoricano: 2

2022, 2023